# Daniel Georg Morhof
Daniel Georg Morhof, en latin Daniel Georgius Morhofius, né le 6 février 1639 à Wismar, mort le 30 juillet 1691 à Lübeck), est un historien allemand de la littérature.

## Biographie
Morhof est le fils d'un avocat de Wismar et étudie la jurisprudence puis le Literae Humaniores à Rostock auprès de Johann Lauremberg et Andreas Tscherning. Après la mort de Tscherning en 1660, il reprend la chaire de poésie grâce à sa versification du latin. En 1665, il accepte l'offre de professeur d'éloquence et de poésie à la nouvelle université de Kiel, où il devient plus tard professeur d'histoire en 1673 et bibliothécaire et il écrit ses travaux les plus importants. Il meurt le 30 juillet 1691 à Lübeck à son retour de Bad Pyrmont.
Morhof est très important comme fondateur de l'histoire littéraire générale, avec les ouvrages Unterricht von der deutschen Sprache und Poesie, où il donne un aperçu de toutes les littératures européennes, ainsi que Polyhistor..  Les deux œuvres sont d'une importance considérable pour le développement de la théorie de la poésie allemande au-delà de la période baroque. Son œuvre de poète est en revanche négligeable. 
Le premier volume de Polyhistor literarius, philosophicus, et practicus paraît à Lübeck en 1688 et les deux autres en 1708. Cet ouvrage, qui connaîtra plusieurs éditions, étonne par les disproportions de son organisation, qui consacre environ 1 000 pages à la dimension littéraire, la moitié à la section philosophie, et seulement 124 pages aux domaines pratiques. Morhof accorde cependant une attention spéciale aux bibliothèques et au catalogage des livres.
Les ouvrages De ratione conscribendarum epistolarum libellus: quo de artis epistolographicae scriptoribus tam veteribus quam recentioribus censurae feruntur, paru en 1694, et Polyhistor sont mis à l’Index librorum prohibitorum, en 1718 pour le premier et en 1735 pour le second.